# KkStB 76 sorozat
A kkStB 76 sorozat egy tehervonati szerkocsis gőzmozdonysorozat volt az osztrák cs. kir. Államvasutaknál (k.k. österreichische Staaatsbahnen, kkStB), amely mozdonyok eredetileg az Arlbergbahntól származtak.
Mivel az elkészült Arlbergbahnnak szüksége volt megfelelő mozdonyokra, azt az első Semmering mozdonyhoz hasonlóan pályázaton akarták kiválasztani. A pályázatra a Bécsújhelyi Mozdonygyár, a Floridsdorfi Mozdonygyár és a Krauss müncheni gyára vett részt. A Krauss-mozdonyok a kkStB 78 sorozatot, a floridsdorfiak a kkStB 79 sorozatot képezték. A bécsújhelyi mozdonyok a 76.01-04 sorozat és pályaszámokat kapták. Ezek az 1884-ben épült mozdonyok külsőkeretes belsővezérlésűek voltak és a legjobbnak bizonyultak a három konkurens sorozatból, de túllépték a profilhatárokat.
Az Arlbergnél végül a 73-as sorozatnál maradtak és a 76-osokat a tolatószolgálatban használták Wörglben, Feldkirchben, Salzburgban és Bischofshofenben.
Az első világháború után a négy mozdony a BBÖ-höz került, ahol 1929-ben selejtezték őket.

## Fordítás
- Ez a szócikk részben vagy egészben  a   kkStB 76 című német Wikipédia-szócikk fordításán alapul.  Az eredeti cikk szerkesztőit annak laptörténete sorolja fel. Ez a jelzés csupán a megfogalmazás eredetét és a szerzői jogokat jelzi, nem szolgál a cikkben szereplő információk forrásmegjelöléseként.